# François Vallé
François Vallé (1716-1783), fils de Charles Vallée et Geneviève Marcoux, est un explorateur, pionnier, homme d'affaires et officier français, né à Beauport en Nouvelle-France. Il fut également officier de la milice au service de la France, puis de l'Espagne alliée aux américains lors de la guerre d'indépendance des États-Unis.

## Biographie
François Vallé émigre en Haute-Louisiane au début des années 1740, venant de Beauport, un village proche de Québec. D'abord agriculteur, il exploite ensuite des mines de plomb dans le secteur de la mine La Motte et commerce avec les Amérindiens. Il fonde la "Valle Mining Company" en 1749. Il devient à la fin de sa vie, l'homme le plus riche de la région de la Haute-Louisiane.
Il est capitaine de la milice de Sainte-Geneviève au service de la France, puis lieutenant au service de l'Espagne, lorsque celle-ci administre la Louisiane, commandant de la région de 1770 à sa mort, et juge. En 1780, il s'illustre à l'âge de 64 ans, en participant aux opérations de défense lors de la bataille de Saint-Louis. 
Il meurt en 1783 à Sainte-Geneviève dans le Missouri.